# Star Movies
Star Movies là một kênh phim truyện của Châu Á được sở hữu bởi Star TV và Fox International Channels, các công ty con của tập đoàn News Corporation. Star Movies hiện nay đã được nâng cấp thành kênh Fox Movies Premium (Fox Movies từ tháng 6 năm 2017) vào ngày 1 tháng 1 năm 2012 tại các nơi kênh phát sóng, ngoại trừ Ấn Độ, Trung Quốc, Việt Nam (đến ngày 1 tháng 11 năm 2017), Trung Đông, Đài Loan và Philippines (đến ngày 10 tháng 6 năm 2017).

## Lịch sử
Star Movies lên sóng ngày 1 tháng 5 năm 1994 để thay thế kênh BBC World kết thúc trên Star TV và các ý kiến trái chiều vào năm 1994.
Vào ngày 1 tháng 8 năm 1994, Star Movies lên sóng ở khu vực vịnh Ba Tư và Ấn Độ.
Kênh được lên sóng ngày 30 tháng 3 năm 1996 nhằm phục vụ các khán giả ở khu vực Đông Nam Á, Trung Quốc, các nước Đông Á.
Star Movies Philippines lên sóng ngày 1 tháng 1 năm 2010.
Star Movies HD châu Á lên sóng ngày 1 tháng 5 năm 2010.
Star Movies Theo Yêu Cầu châu Á lên sóng ngày 16 tháng 9 năm 2010.
Vào ngày 1 tháng 1 năm 2012, Star Movies được nâng cấp thành Fox Movies Premium, kênh có mặt tại Hồng Kông và một số nước Đông Nam Á. Kênh Star Movies tiếp tục hoạt động tại Ấn Độ, Trung Quốc,Trung Đông, Đài Loan và Philippines (trừ Việt Nam).
Kênh truyền hình Star Movies Việt Nam đã chính thức lên sóng vào ngày 1 tháng 2 năm 2013 để thay thế cho kênh Astro Cảm xúc đã ngừng phát sóng trước đó, do VCTV phối hợp với tập đoàn News Corporation.
Vào ngày 10 tháng 6 năm 2017, kênh Fox Movies Premium và kênh Star Movies Phillipines được đổi tên thành kênh Fox Movies.
Ngày 1 tháng 11 năm 2017, Star Movies Việt Nam được nâng cấp thành kênh Fox Movies.

## Tổng quan
Star Movies phát sóng các phim truyện có hợp đồng từ 20th Century Fox, Walt Disney, Metro Goldwyn Mayer, và Studio Canal and các phim truyện có hợp đồng phụ từ Columbia Pictures, TriStar Pictures, Screen Gems, Paramount Pictures, Universal Pictures, và Warner Bros. đối với những nước Star Movies phát sóng. Kênh cũng phát sóng các bộ phim từ các nhà phân phối khác như: Lions Gate Entertainment, Summit Entertainment và The Weinstein Company. Đây là một kênh phim truyện Hollywood với đối thủ cạnh tranh là kênh HBO Asia.

## Các kênh
- Star Movies châu Á

Vào ngày 20 tháng 12 và tháng 3 năm 2012, Star Movies được nâng cấp thành kênh Fox Movies Premium.
- Star Movies Ấn Độ
- Star Movies Trung Đông
- Star Movies Đài Loan
- Star Movies Philippines

Star Movies Philippines lên sóng ngày 1 tháng 1 năm 2010.
- Star Movies HD

Star Movies HD lên sóng ngày 1 tháng 5 năm 2010. Kênh có trên vệ tinh Asiasat 5. Tại Việt Nam, trước ngày 1 tháng 1 năm 2013, kênh được phát chung với luồng của kênh VTC HD VIP4.
Vào ngày 20 tháng 12 và tháng 3 năm 2012, Star Movies HD được nâng cấp thành Fox Movies Premium HD ở một số nước ở châu Á.

## Logo kênh

Logo Star Movies châu Á từ năm 1994-2000.
Logo Star Movies châu Á từ năm 2001-2008
Logo Star Movies châu Á từ năm 2009-2011 (đến 2017 ở Việt Nam và Philippines, đến 2021 ở Trung Quốc, đến 2018 ở Đài Loan và đến nay ở Trung Đông)
Logo Star Movies HD châu Á từ năm 2009-2011 (đến 2017 ở Việt Nam và đến nay ở Trung Đông)